# GZA

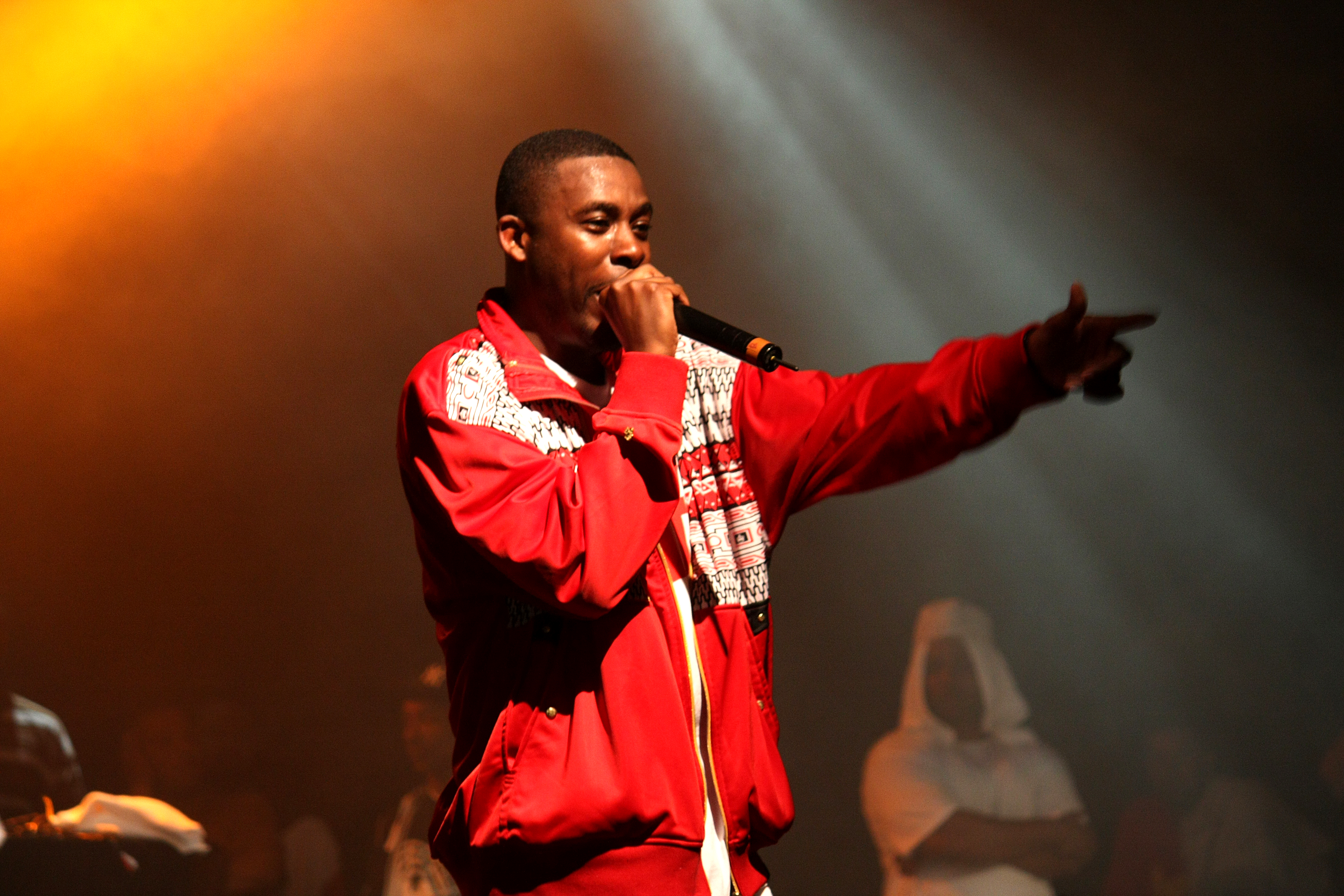

GZA(본명:Gary Grice 출생:1966년 8월 22일 ~ )는 미국의 랩가수이다.현재 힙합그룹 우 탱 클랜의 멤버이다.또한 솔로 랩가수로도 활동중이다.

## 생애
그는 처음 랩을 시작하고 팀을 조직할 때 RZA와올 더티 바스타드를 만나게 된다.이 세명은 랩퍼,DJ로 활동했고,작은 공연을 시작했다.그들은 프리스타일 랩배틀을 하던 중 힙합레이블인 'Cold Chillin' Records'로 러브콜을 받는다.1991년 첫솔로앨범인 'Words from the Genius'을 발매한다. 하지만 음반판매,투어에 실패하고,
우 탱 클랜의 멤버로 들어간다.그는 팀의 첫앨범 'Enter the Wu-Tang: 36 Chambers'에서 솔로트랙인 'Clan in da Front'을 작곡하고,부른다.
1995년 그는 두 번째 솔로앨범인 'Liquid Swords'를 발매한다.이 앨범은 빌보드 200에서 9위를 한다.
1998년 '더 소소지'에서는 그의 앨범을 '최고의 랩앨범 100'의 하나로 뽑힌다.
1999년 'Beneath the Surface'을 발매한다.이 앨범은 전작보다 성공적이었다.2002년 발매될 앨범인 'Legend of the Liquid Sword'가 무산되었다.
2005년 그는 사이프레스 힐의 디제이인 'DJ Muggs'와 합작앨범인 'Grandmasters'을 발표한다.또한 렉원의 'Only Built 4 Cuban Linx II'에도 참여한다.
2008년에는 'Pro Tools'를 발표한다.